# Alejandro Fernández Nieto
Alejandro Fernández Nieto (Rivas-Vaciamadrid, 30 novembre 2001) è un giocatore di football americano spagnolo, che gioca come edge rusher per i Madrid Bravos.
Dopo aver giocato per gli Osos de Rivas dal 2012 al 2021 (con una parentesi alla squadra universitaria messicana dei Cheyennes ESIME Zacatenco), si trasferisce ai in ELF, prima con i Barcelona Dragons e poi con i Rhein Fire. Dal 2024 gioca nei Madrid Bravos.

## Palmarès
- 1 ELF Championship (Rhein Fire, 2023)